# Hlebov Vrh
Il monte Hlebov Vrh con 901 m s.l.m. è una montagna delle Pohorje nelle Prealpi Slovene nord-orientali. Si trova nella regione della Carinzia in Slovenia nel comune di Podvelka.